# Partito Comunista Iracheno
Il Partito Comunista Iracheno (in arabo  الحزب الشيوعي العراقي‎?, al-Ḥizb al-shuyūʿī al-ʿirāqī; in curdo Partiya Komunista Iraqê, حزبی شیوعی عێراق), dalla sua fondazione nel 1934, dominò da posizioni di sinistra la vita politica dell'Iraq. Esso svolse un ruolo fondamentale nel modellare la storia politica irachena fra l'anno della sua fondazione e gli anni 1970. Il Partito fu coinvolto nella maggior parte delle insurrezioni nazionali e nelle dimostrazioni politiche che si svolsero tra gli anni 1940 e gli anni 1950.
Soffrì pesantemente a partire dal 1978 sotto la dura repressione condotta dal regime repressivo di Ṣaddām Ḥusayn, ma rimase un elemento importante dell'opposizione irachena, e fu un oppositore deciso delle sanzioni decretate dalle Nazioni Unite contro l'Iraq a seguito della guerra per il Kuwait del 1991. Si oppose anche all'invasione statunitense dell'Iraq del 2003 ma dopo di allora ha regolarmente partecipato alle nuove istituzioni politiche dell'Iraq occupato. Ha conseguito un qualche successo nelle elezioni legislative irachene del 2005.

## La leadership di Fahd e la fase seguente
Nel 1941 Yūsuf Salmān Yūsuf, detto Fahd, divenne Segretario del Partito Comunista Iracheno, e subito cominciò a lavorare per vitalizzare l'organizzazione e ampliare la base di consenso e di militanza tra le classi lavoratrici dell'agricoltura ed, ancor più, della nascente industria. Il suo impegno fu coronato da successo e, sotto la sua guida, il PCI diventò una notevole forza politica all'interno delle classi lavoratrici irachene e un importante punto di riferimento per contrastare le mene colonialistiche del Regno Unito, per nulla intenzionato a non intromettersi più nella politica dell'Iraq, malgrado la nominale indipendenza di quest'ultimo.

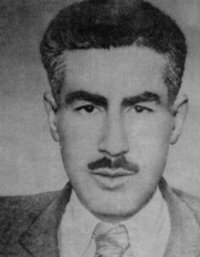
Yūsuf Salmān Yūsuf

Nel 1949, dopo la repressione dell'insurrezione rivoluzionaria che s'era espressa attraverso l'azione del movimento al-Wathba (il Balzo) del 1948, Fahd e due suoi compagni furono condannati a morte e giustiziati. Il partito si riorganizzò e giocò un ruolo fondamentale nell'Intifada del 1952.
Nel 1958 sostenne la rivoluzione dei "Liberi Ufficiali" di ʿAbd al-Karīm Qāsim ed il suo nuovo governo repubblicano, assicurandogli un leale sostegno.

## Il partito sotto Qāsim, 1958-1963
Le relazioni tra il partito e Qāsim non furono facili. Nell'estate del 1959, il partito aveva forse tra i 20.000 ed i 25.000 membri. Ciò, oltre alla sua abilità di mobilitare masse e alla sua penetrazione in fabbriche d'interesse strategico, rese Qāsim timoroso della crescente forza del partito. Nel luglio 1959, dispose quindi che si impartisse un relativo giro di vite al Partito Comunista Iracheno. Non era sicuro di come esso avrebbe reagito. Alcuni elementi, vicini al primo segretario Husayn al-Radi (noto anche come Salām ʿĀdil o Hāshim ʿAmmār), suggerirono di organizzare un colpo di Stato, ma gli elementi più moderati del Partito si opposero. Il PCI infatti avrebbe voluto seguitare ad appoggiare Qāsim, più o meno criticamente, finché questi non fu però rovesciato violentemente nel febbraio 1963. Negli ultimi due anni del suo governo, Qāsim aveva indebolito notevolmente il partito sopprimendo in misura notevole o eliminando del tutto le organizzazioni che lo fiancheggiavano, inclusa la Federazione dei Giovani Democratici ed i sindacati dei lavoratori e degli studenti. Fino al colpo di Stato del 1963 la crescente impopolarità di Qāsim, che agli occhi di un'opinione pubblica non particolarmente lucida era ritenuto contiguo ai comunisti, crebbe proprio per le misure repressive da lui adottate contro il PCI, che contribuirono a far scemare il numero degli aderenti ad appena 10.000 unità.

## Il partito sotto il Ba'th
Il colpo di Stato ba'thista dell'8 febbraio 1963 fu accompagnato da combattimenti nelle strade, dal momento che attivisti comunisti e simpatizzanti resistettero al putsch. I combattimenti a Baghdad proseguirono per tre giorni, riducendo la resistenza comunista ai più poveri quartieri, particolarmente sciiti.
Quando il Ba'th consolidò il suo potere, il PCI subì una violenta campagna di eliminazione fisica di massa senza precedenti. Figure di spicco e quadri del partito furono torturati e messi a morte, incluso Husayn al-Radi. Il numero totale di comunisti trucidati non è noto, ma si trattò certamente di migliaia di persone.
A metà degli anni 1970, il Dipartimento di Stato statunitense calcolò che i membri del PCI fossero approssimativamente 15.000 (0,47% della popolazione del Paese in età lavorativa).
Nel 1967 ʿAzīz al-Ḥajj uscì dal PCI e fondò il Partito Comunista Iracheno - Comando Centrale, e avviò una lotta armata, cui il PCI dell'epoca si opponeva.
Nel 1973 il segretario del PCI, Aziz Muhammad, firmò un Patto d'Azione Nazionale col presidente della Repubblica Ahmad Hasan al-Bakr grazie al quale nasceva un Fronte Nazionale che lo alleava al Partito Ba'th al potere. Al PCI fu consentito di operare legalmente, di pubblicare suoi giornali e libri e di ridar vita a organizzazioni fiancheggiatrici. Tuttavia ciò fu accompagnato da elementi repressivi e dall'autunno del 1974 il partito studiò la possibilità di aumentare il livello di propria sicurezza attraverso una serie di azioni di carattere clandestino. Nel 1978 Saddam Hussein lanciò una nuova campagna di repressione contro il PCI, ricorrendo ancora all'esecuzione di numerosi membri del partito. Nel 1979 il PCI ruppe ufficialmente col regime ba'thista al potere.
Nel 1993 la branca curda del partito fu trasformata in un partito semi-autonomo: il Partito Comunista del Kurdistan - Iraq.

## Dopo l'occupazione dell'Iraq
Il PCI si è opposto all'invasione statunitense dell'Iraq nel 2003 ma decise di lavorare con le nuove istituzioni politiche organizzate dopo l'occupazione. Il suo Segretario, Hamid Majid Musa, ha accettato una carica nel Consiglio governativo interinale iracheno. 
Il partito è stato il principale componente della lista dell'Unione del Popolo che si è presentato alle elezioni generali del 30 gennaio 2005, ma ha presentato liste separate in alcune elezioni per i consigli di governatorato (ad esempio nel governatorato di Ninive).  
Per le elezioni legislative del 2005, il partito si è unito alla Lista Nazionale Irachena di Iyad Allawi, insieme ad altri partiti socialisti, laici, sunniti e sciiti moderati.
Nel marzo 2018, il partito si allea al movimento di Muqtada al-Sadr, nella coalizione elettorale Sairun, (« In cammino »), per le elezioni legislative e provinciali del maggio seguente. Le due forze politiche si erano avvicinate a partire dal 2015 nel quadro di un movimento di protesta che reclamava riforme, la lotta alla corruzione e il miglioramento dei servizi pubblici .
La coalizione ottiene 54 deputati su un totale di 329 seggi.
Il 24 maggio 2018, la sede del partito è oggetto di un attentato che causa tre feriti .

## Segretari del Partito
Il giornale di partito è Tariq al-Sha'b (La via del Popolo). Pubblica anche la rivista al-Thaqāfa al-Jadīda (La Cultura Nuova ).
Il motto del partito è una patria libera e un popolo felice (arabo: watanun hurrun wa shaʿbun saʿīd).
La seguente lista enumera quanti hanno servito come Segretari o Primi Segretari del Partito Comunista Iracheno, la più importante carica del partito. A causa delle ripetute soppressioni subite e la conseguente mancanza di operatività, la posizione è rimasta talvolta vacante.
| N°. | Nome                               | Assunzione della carica                                                 | Termine della carica |
| --- | ---------------------------------- | ----------------------------------------------------------------------- | -------------------- |
| 1   | Amin Flayyeh                       | Maggio 1935                                                             | Dicembre 1935        |
| 2   | Abd Allah Mas'ud                   | 1941                                                                    | Ottobre 1941         |
| 3   | Yusuf Salman Yusuf (Compagno Fahd) | Ottobre 1941                                                            | Febbraio 1949        |
| 4   | Baha' al-Din Nuri                  | Settembre 1949 (di fatto, nominato ufficialmente solo nell'agosto 1951) | aprile 1953          |
| 5   | Abd al-Karim Ahmad al-Dawud        | Aprile 1953                                                             | Giugno 1954          |
| 6   | Hamid Uthman                       | Giugno 1954                                                             | Giugno 1955          |
| 7   | Husayn al-Radi (Salam 'Adil)       | Giugno 1955                                                             | Febbraio 1963        |
| 7   | Aziz Muhammad                      | Agosto 1964                                                             |                      |
| 8   | Hamid Majid Musa                   | 1993                                                                    | 2016                 |
| 9   | Raid Fahmi (Abu Rawa)              | 2016                                                                    |                      |

## Risultati elettorali
| Elezione          | Voti | % | Seggi    |
| ----------------- | ---- | - | -------- |
| Parlamentari 2018 |      |   | 54 / 329 |